# 华为Mate 20系列
华为Mate 20系列是由华为公司设计和销售的Mate系列智能手机，也是华为Mate 10系列的换代产品，包括Mate 20、Mate 20 Pro、Mate 20 X，另有與保時捷設計聯名的手機Porsche Design Mate 20 RS。欧洲版本于2018年10月16日在伦敦发布，中国版本于2018年10月26日在中国上海发布。
华为Mate 20系列是首款搭载麒麟980芯片的AI智能手机，搭载了双NPU人工智能处理芯片。麒麟980也是安卓阵营首款7nm处理器，在CPU性能和能耗比上大幅领先10nm工艺的高通骁龙845。

## 特性

### 硬件
Mate 20和Mate 20 Pro采用相似的设计，均采用金属边框和玻璃背板，并采用带有多种颜色可选的“超光学”纹理饰面，旨在提升握持手感并降低指纹污渍的可能性。Mate 20 Pro已获得IP68认证。两款机型均搭载麒麟980系统芯片，这是一款八核SoC，包含 Cortex-A76和Cortex-A55 CPU核心、Mali-G76 MP10 GPU以及一对AI加速器。它被宣传为首款采用7纳米工艺制程的商业化量产SoC。两款机型均配备USB-C接口，但Mate 20 Pro没有耳机插孔。该设备配备前置立体声扬声器，并支持杜比全景声 (Dolby Atmos)。
Mate 20采用6.53英寸（166毫米）18.7:9 1080p LCD显示屏，而Mate 20 Pro采用6.39英寸（162毫米）19.5:9 1440p曲面显示屏。两款手机均采用刘海设计，Mate 20采用“水滴”形刘海，而Mate 20 Pro则采用更大的刘海，隐藏了用于人脸识别系统的额外红外传感器。Mate 20 Pro配备光学屏下指纹识别器，而Mate 20则在摄像头下方的背面使用物理指纹传感器。Mate 20 Pro支持Qi感应充电，包括使用自身电池为其他兼容Qi的设备进行反向充电。在存储扩展方面，Mate 20采用了一种名为 Nano Memory的全新专有存储卡格式，而非MicroSD，其尺寸与Nano-SIM卡完全匹配。因此，这些设备采用混合 SIM卡托架，第二个插槽可用于扩展存储空间或插入第二张SIM卡。
Mate 20后置三摄像头，均采用徕卡光学系统，呈方形排列。Mate 20 Pro配备4000万像素IMX600广角传感器、2000万像素超广角传感器和 800 万像素远摄传感器；Mate 20则配备1200万像素、1600万像素超广角传感器和800万像素远摄传感器。与之前的华为手机不同，Mate 20取消了用于对比度调节和灰阶图像拍摄的单色镜头，该公司表示，彩色传感器的改进使其变得多余。与此同时，华为的人工智能物体识别系统也得到了改进，现在可以区分场景中的多种主体，并选择性地应用增强效果（而不是只对整张照片应用一种增强效果），并且可以识别1500种可能的场景（比P20的类似系统增加了三倍）。相机软件还新增了“AI Cinema”特效模式。两款设备均配备2400万像素前置摄像头。

### 软件
Mate 20搭载Android 9.0 Pie系统。它引入了华为的EMUI 9软件套件，与之前的版本相比，该套件的设计更加精简。它包含一些新功能，例如基于屏幕手势的导航、数字平衡（用于跟踪和限制设备使用的仪表板）、HiVision（相机的增强现实物体识别体验）以及密码保管库等。
Mate 20升级到Android 10，并搭载EMUI 10。

## 型号变化

NM与Nano SIM卡的比较

### 保时捷设计
保时捷设计华为Mate 20 RS是Mate 20 Pro的特别版；它的后盖采用赛车条纹图案和两条皮革条纹，同时具有256或512GB的存储空间和8GB的RAM。

### Mate 20 X和Mate 20 X 5G
Mate 20 X是Mate 20的更大版本，配备7.2英寸显示屏、耳机插孔、5,000 mAh电池、均热板散热系统以及可选配的触控笔。它的摄像头配置与Mate 20 Pro相同，但不支持无线充电。与Mate 20 Pro不同的是，它的显示屏是纯平的，并使用后置指纹识别器。这款手机采用石墨烯薄膜冷却技术进行热管理，是首批将石墨烯用于此类用途的商业产品之一。5G版本于2019年5月17日发布。它与初代Mate 20 X几乎完全相同，但电池容量更小，为4,200 mAh，并支持 40W快速充电。它没有耳机插孔和第二个立体声扬声器。

### Mate 20 Lite
Mate 20 Lite于2018年8月发布，早于旗舰机型Mate 20的发布。这是一款中端平板手机，搭载麒麟710芯片，配备4GB RAM、6.3英寸1080p显示屏、3750 mAh电池和64GB存储空间（可通过MicroSD卡扩展）。它配备2000万像素后置摄像头和2400万像素前置摄像头，均配备辅助深度感应传感器。它预装Android 8.1“Oreo”系统和EMUI 8.2系统。